# Figure de femme (Vélasquez)
Figure féminine (Arachné ou Sibylle avec une tablette vierge) est une huile sur toile inachevée de  Diego Velázquez réalisée en 1648 et conservée au musée de Meadows à Dallas.

## Historique
Bien que l'identité de la femme soit inconnue est généralement assimilée à une sibylle à cause des similitudes de ce portrait avec celui de 1631-1632, Une sibylle (Juana Pacheco?)
Les deux toiles présentent un portrait de femme à mi-corps tenant une tablette de cire. La date d'exécution est estimée à 1648 d'après les ressemblances de stylistiques avec la Vénus à son miroir. Les deux œuvres partagent des coups de pinceaux séparés et légers classiquement attribués à l'influence du Titien sur Vélasquez lors de ses deux voyages en Italie.
Les critiques retiennent de ce tableau une « élégance retenue, une harmonie de couleurs douces, l'évocation poétique du personnage aux lèvres entrouvertes, et le profil se perdant » dans un espace vide
Dans la tradition médiévale chrétienne, les sibylles devinrent des prophétesses annonçant aux païens – les romains – la venue du Christ. Elles étaient toujours représentées avec des tablettes (ou des livres ouverts) bien qu'elles aient été représentées à la fin de la Renaissance et au baroque avec de somptueuses robes. Par contraste cette femme a les cheveux ébouriffés et non attachés qui tombent sur son cou, le dos nu, et porte une robe simple. Les critiques ont fait valoir qu'elle était représentée dans un mouvement spontané très inhabituel. Le mouvement, l'instant fugace est capturé par le peintre. Sa peau est en tons blancs nacrés, ses lèvres entrouvertes comme sur le point de parler, ses doigts sont posés sur la tablette. L'historienne de l'art Simona Di Nepi, entre autres, a noté que d'habitude Vélasquez utilisait des modèles classiques pour en faire un rendu classique, sans aucune idéalisation
Nombre d'historiens de l'art ont émis des doutes sur l'identité du personnage comme sibylle, et l'identifient à l'un des personnages à droite au premier plan des Fileuses, suggérant que Vélasquez utilisa le même modèle pour les deux tableaux. Cette affirmation est cependant mise en doute par d'autres à cause de la position d'Arachné dans les Fileuse qui cache entièrement son visage. 
D'autres suggestions incluent une représentation de la déesse Clio, muse de l'histoire, ou du peintre Flaminia Triunfi (qui peut également être représentée sur la Vénus à son miroir) et que Vélasquez avait rencontré en Italie

## Sources
- Antonio A. Palomino. Vida de Don Diego Velázquez de Silva. Akal Ediciones, 2008.  (ISBN 8-4460-2553-1)
- Di Nepi, Simona (Ed. Dawson W. Carr). Velázquez. National Gallery London, 2006.  (ISBN 1-85709-303-8)